# آگنس مونتفرات
آگنس مونتفرات (به انگلیسی: Agnes of Montferrat)، همسر نخست هنری، امپراتور لاتین قسطنطنیه و ملکه هم‌نشین این امپراتوری در ابتدای قرن ۱۳ میلادی بود.